# Cybister bengalensis
Cybister bengalensis är en skalbaggsart som beskrevs av Aubé 1838. Cybister bengalensis ingår i släktet Cybister och familjen dykare. Inga underarter finns listade i Catalogue of Life.